# Formula 1 – sezona 1953.
| FIA Svjetsko automobilističko prvenstvo 1952. | FIA Svjetsko automobilističko prvenstvo 1952. |
|                                               | Prvak                                         |
| --------------------------------------------- | --------------------------------------------- |
| Vozač                                         | Alberto Ascari (Ferrari)                      |
| Prethodna sezona                              | Sljedeća sezona                               |
| 1952.                                         | 1954.                                         |

Formula 1 – sezona 1953. je bila 4. sezona u prvenstvu Formule 1. Vozilo se 9 utrka u periodu od 18. siječnja do 13. rujna 1953. godine, a prvak je postao Alberto Ascari u bolidu Ferrari. Ovo je bila prva sezona u Formuli 1 za Luigija Mussa.

## Sažetak sezone
S pet pobjeda ove sezone, Alberto Ascari osvojio je svoj drugi i posljednji naslov u Formuli 1. Ascari je naslov osvojio već prije zadnje utrke u Monzi. Mike Hawthorn ostvario je svoju prvu pobjedu u Formuli 1 na VN Francuske na Reimsu. Po jednu pobjedu ove sezone ostvarili su i Nino Farina na VN Njemačke na Nürburgring, te Juan Manuel Fangio na VN Italije na Monzi. Utrka 500 milja Indianapolisa pripala je Billu Vukovichu. Momčad Ferrari, za koju su vozili Ascari, Farina i Hawthorn, dominirala je i ove sezone pobijedivši na 7 od 8 utrka na kojima je nastupala.
Svjetsko prvenstvo ove sezone kao i sezone 1952. vozilo se s bolidima Formule 2. Također ovo je prva sezona u Formuli 1 koja je opravdala naziv "Svjetsko prvenstvo", pošto se prvi put jedna utrka (neračunajući Indianapolis 500) vozila izvan Europe, u Argentini. Upravo je VN Argentine na stazi Buenos Aires bila prva utrka ove sezone. Šest argentinskih vozača nastupilo je na utrci, te je interes za utrku bio golem. Predsjednik Argentine Juan Perón omogućio je slobodan pristup utrci. Neslužbeni podaci govore da je na utrci bilo čak 400 000 gledatelja. Na mnogim djelovima staze, zaštitne ograde nije bilo, a na nekim su gledatelji prije starta preskakali ograde, našavši se na stazi. Preskakanja ograde bilo je i na utrci, te su ljutit vozači gestikulirali gledateljima da se pomaknu sa staze. U 32. krugu jedan od gledatelja zalutao je na stazu ispred bolida Nina Farine. Talijan je pokušao izbjeći gledatelja, te je izgubio kontrolu nad bolidom, izletio i usmrtio 10 ljudi pokraj staze. Ovo su bili službeni podaci, a vjeruje se da je i više gledatelja izgubilo život kasnije od ozljeda. Ovo je uz Monzu 1961., najveća nesreća koja je zadesila Formulu 1.

## Vozači i konstruktori
Popis ne uključuje američke vozače koji su se natjecali na 500 milja Indianapolisa.
| Konstruktor           | Momčad / Sudionik         | Šasija                        | Motor                                  | Gume | Vozač                 | Utrke       |
| --------------------- | ------------------------- | ----------------------------- | -------------------------------------- | ---- | --------------------- | ----------- |
| Ferrari               | Scuderia Ferrari          | Ferrari Tipo 500 Ferrari 553  | Ferrari 500 2.0 L4 Ferrari 553 2.0 L4  | P    | Alberto Ascari        | 1, 3–9      |
| Ferrari               | Scuderia Ferrari          | Ferrari Tipo 500 Ferrari 553  | Ferrari 500 2.0 L4 Ferrari 553 2.0 L4  | P    | Nino Farina           | 1, 3–9      |
| Ferrari               | Scuderia Ferrari          | Ferrari Tipo 500 Ferrari 553  | Ferrari 500 2.0 L4 Ferrari 553 2.0 L4  | P    | Luigi Villoresi       | 1, 3–9      |
| Ferrari               | Scuderia Ferrari          | Ferrari Tipo 500 Ferrari 553  | Ferrari 500 2.0 L4 Ferrari 553 2.0 L4  | P    | Mike Hawthorn         | 1, 3–9      |
| Ferrari               | Scuderia Ferrari          | Ferrari Tipo 500 Ferrari 553  | Ferrari 500 2.0 L4 Ferrari 553 2.0 L4  | P    | Umberto Maglioli      | 9           |
| Ferrari               | Scuderia Ferrari          | Ferrari Tipo 500 Ferrari 553  | Ferrari 500 2.0 L4 Ferrari 553 2.0 L4  | P    | Piero Carini          | 9           |
| Ferrari               | Ecurie Rosier             | Ferrari Tipo 500              | Ferrari 500 2.0 L4                     | D E  | Louis Rosier          | 3–9         |
| Ferrari               | Ecurie Francorchamps      | Ferrari Tipo 500              | Ferrari 500 2.0 L4                     | E    | Jacques Swaters       | 4, 7–8      |
| Ferrari               | Tony Gaze                 | Ferrari Tipo 500              | Ferrari 500 2.0 L4                     | E    | Charles de Tornaco    | 4           |
| Ferrari               | Ecurie Espadon            | Ferrari 166C Ferrari Tipo 500 | Ferrari 125 1.5 V12 Ferrari 500 2.0 L4 | P    | Kurt Adolff           | 7           |
| Ferrari               | Ecurie Espadon            | Ferrari 166C Ferrari Tipo 500 | Ferrari 125 1.5 V12 Ferrari 500 2.0 L4 | P    | Peter Hirt            | 8           |
| Ferrari               | Ecurie Espadon            | Ferrari 166C Ferrari Tipo 500 | Ferrari 125 1.5 V12 Ferrari 500 2.0 L4 | P    | Max de Terra          | 8           |
| Maserati              | Officine Alfieri Maserati | Maserati A6GCM                | Maserati A6 2.0 L6                     | P    | Juan Manuel Fangio    | 1, 3–9      |
| Maserati              | Officine Alfieri Maserati | Maserati A6GCM                | Maserati A6 2.0 L6                     | P    | José Froilán González | 1, 3–6      |
| Maserati              | Officine Alfieri Maserati | Maserati A6GCM                | Maserati A6 2.0 L6                     | P    | Felice Bonetto        | 1, 3, 5–9   |
| Maserati              | Officine Alfieri Maserati | Maserati A6GCM                | Maserati A6 2.0 L6                     | P    | Oscar Gálvez          | 1           |
| Maserati              | Officine Alfieri Maserati | Maserati A6GCM                | Maserati A6 2.0 L6                     | P    | Johnny Claes          | 4           |
| Maserati              | Officine Alfieri Maserati | Maserati A6GCM                | Maserati A6 2.0 L6                     | P    | Onofre Marimón        | 4–9         |
| Maserati              | Officine Alfieri Maserati | Maserati A6GCM                | Maserati A6 2.0 L6                     | P    | Hermann Lang          | 8           |
| Maserati              | Officine Alfieri Maserati | Maserati A6GCM                | Maserati A6 2.0 L6                     | P    | Sergio Mantovani      | 9           |
| Maserati              | Officine Alfieri Maserati | Maserati A6GCM                | Maserati A6 2.0 L6                     | P    | Luigi Musso           | 9           |
| Maserati              | Enrico Platé              | Maserati A6GCM                | Maserati A6 2.0 L6                     | P    | Toulo de Graffenried  | 3           |
| Maserati              | Emmanuel de Graffenried   | Maserati A6GCM                | Maserati A6 2.0 L6                     | P    | Toulo de Graffenried  | 4–9         |
| Maserati              | Escuderia Bandeirantes    | Maserati A6GCM                | Maserati A6 2.0 L6                     | P    | Chico Landi           | 8           |
| Maserati              | Scuderia Milano           | Maserati A6GCM                | Maserati A6 2.0 L6                     | P    | Chico Landi           | 9           |
| Maserati              | Scuderia Milano           | Maserati A6GCM                | Maserati A6 2.0 L6                     | P    | Prince Bira           | 9           |
| Gordini               | Equipe Gordini            | Gordini Type 16               | Gordini 20 2.0 L6                      | E    | Robert Manzon         | 1           |
| Gordini               | Equipe Gordini            | Gordini Type 16               | Gordini 20 2.0 L6                      | E    | Maurice Trintignant   | 1, 3–9      |
| Gordini               | Equipe Gordini            | Gordini Type 16               | Gordini 20 2.0 L6                      | E    | Harry Schell          | 1, 3–7, 9   |
| Gordini               | Equipe Gordini            | Gordini Type 16               | Gordini 20 2.0 L6                      | E    | Jean Behra            | 1, 4–8      |
| Gordini               | Equipe Gordini            | Gordini Type 16               | Gordini 20 2.0 L6                      | E    | Carlos Menditeguy     | 1           |
| Gordini               | Equipe Gordini            | Gordini Type 16               | Gordini 20 2.0 L6                      | E    | Roberto Mieres        | 3, 5, 9     |
| Gordini               | Equipe Gordini            | Gordini Type 16               | Gordini 20 2.0 L6                      | E    | Fred Wacker           | 4           |
| Cooper-Bristol        | Cooper Car Company        | Cooper T20 Cooper T23         | Bristol BS1 2.0 L6                     | D    | Alan Brown            | 1           |
| Cooper-Bristol        | Cooper Car Company        | Cooper T20 Cooper T23         | Bristol BS1 2.0 L6                     | D    | John Barber           | 1           |
| Cooper-Bristol        | Cooper Car Company        | Cooper T20 Cooper T23         | Bristol BS1 2.0 L6                     | D    | Adolfo Schwelm Cruz   | 1           |
| Cooper-Bristol        | Ken Wharton               | Cooper T23                    | Bristol BS1 2.0 L6                     | D    | Ken Wharton           | 3, 5–6, 8–9 |
| Cooper-Bristol        | Bob Gerard                | Cooper T23                    | Bristol BS1 2.0 L6                     | D    | Bob Gerard            | 5–6         |
| Cooper-Bristol        | Ecurie Ecosse             | Cooper T20                    | Bristol BS1 2.0 L6                     | D    | Jimmy Stewart         | 6           |
| Cooper-Bristol        | R.J. Chase                | Cooper T23                    | Bristol BS1 2.0 L6                     | D    | Alan Brown            | 6           |
| Cooper-Bristol        | Tony Crook                | Cooper T20                    | Bristol BS1 2.0 L6                     | D    | Tony Crook            | 6           |
| Cooper-Bristol        | Equipe Anglaise           | Cooper T23                    | Bristol BS1 2.0 L6                     | D    | Alan Brown            | 7, 9        |
| Cooper-Bristol        | Equipe Anglaise           | Cooper T23                    | Bristol BS1 2.0 L6                     | D    | Helmut Glöckler       | 7           |
| Cooper-Bristol        | Rodney Nuckey             | Cooper T23                    | Bristol BS1 2.0 L6                     | D    | Rodney Nuckey         | 7           |
| Cooper-Alta           | Cooper Car Company        | Cooper Special                | Alta GP 2.5 L4                         | D    | Stirling Moss         | 5, 7, 9     |
| Cooper-Alta           | Atlantic Stable           | Cooper T24                    | Alta GP 2.5 L4                         | D    | Peter Whitehead       | 6           |
| Connaught-Lea-Francis | Connaught Engineering     | Connaught Type A              | Lea-Francis 2.0 L4                     | D    | Roy Salvadori         | 3, 5–7, 9   |
| Connaught-Lea-Francis | Connaught Engineering     | Connaught Type A              | Lea-Francis 2.0 L4                     | D    | Kenneth McAlpine      | 3, 6–7, 9   |
| Connaught-Lea-Francis | Connaught Engineering     | Connaught Type A              | Lea-Francis 2.0 L4                     | D    | Stirling Moss         | 3           |
| Connaught-Lea-Francis | Connaught Engineering     | Connaught Type A              | Lea-Francis 2.0 L4                     | D    | Prince Bira           | 5–7         |
| Connaught-Lea-Francis | Connaught Engineering     | Connaught Type A              | Lea-Francis 2.0 L4                     | D    | Jack Fairman          | 9           |
| Connaught-Lea-Francis | Ecurie Belge              | Connaught Type A              | Lea-Francis 2.0 L4                     | E    | Johnny Claes          | 3, 5, 7, 9  |
| Connaught-Lea-Francis | Ecurie Belge              | Connaught Type A              | Lea-Francis 2.0 L4                     | E    | André Pilette         | 4           |
| Connaught-Lea-Francis | R.R.C. Walker Racing Team | Connaught Type A              | Lea-Francis 2.0 L4                     | D    | Tony Rolt             | 6           |
| Connaught-Lea-Francis | Ecurie Ecosse             | Connaught Type A              | Lea-Francis 2.0 L4                     | D    | Ian Stewart           | 6           |
| HWM-Alta              | Hersham and Walton Motors | HWM 53                        | Alta GP 2.5 L4                         | D    | Peter Collins         | 3–6         |
| HWM-Alta              | Hersham and Walton Motors | HWM 53                        | Alta GP 2.5 L4                         | D    | Lance Macklin         | 3–6, 8–9    |
| HWM-Alta              | Hersham and Walton Motors | HWM 53                        | Alta GP 2.5 L4                         | D    | Paul Frère            | 4, 8        |
| HWM-Alta              | Hersham and Walton Motors | HWM 53                        | Alta GP 2.5 L4                         | D    | Yves Giraud-Cabantous | 5, 9        |
| HWM-Alta              | Hersham and Walton Motors | HWM 53                        | Alta GP 2.5 L4                         | D    | Duncan Hamilton       | 6           |
| HWM-Alta              | Hersham and Walton Motors | HWM 53                        | Alta GP 2.5 L4                         | D    | Jack Fairman          | 6           |
| HWM-Alta              | Hersham and Walton Motors | HWM 53                        | Alta GP 2.5 L4                         | D    | Albert Scherrer       | 8           |
| HWM-Alta              | Hersham and Walton Motors | HWM 53                        | Alta GP 2.5 L4                         | D    | John Fitch            | 9           |
| Simca-Gordini         | Equipe Gordini            | Simca-Gordini T15             | Gordini 1500 1.5 L4                    | E    | Pablo Briger          | 1           |
| Simca-Gordini         | Georges Berger            | Simca-Gordini Type            | Gordini 1500 1.5 L4                    | E    | Georges Berger        | 4           |
| Veritas               | Arthur Legat              | Veritas Meteor                | Veritas 2.0 L6                         | E    | Arthur Legat          | 4           |
| Veritas               | Wolfgang Seidel           | Veritas RS                    | Veritas 2.0 L6                         | D    | Wolfgang Seidel       | 7           |
| Veritas               | Willi Heeks               | Veritas Meteor                | Veritas 2.0 L6                         | D    | Willi Heeks           | 7           |
| Veritas               | Theo Helfrich             | Veritas RS                    | Veritas 2.0 L6                         | D    | Theo Helfrich         | 7           |
| Veritas               | Oswald Karch              | Veritas RS                    | Veritas 2.0 L6                         | D    | Oswald Karch          | 7           |
| Veritas               | Ernst Loof                | Veritas Meteor                | Veritas 2.0 L6                         | D    | Ernst Loof            | 7           |
| Veritas               | Hans Herrmann             | Veritas Meteor                | Veritas 2.0 L6                         | D    | Hans Herrmann         | 7           |
| Veritas               | Erwin Bauer               | Veritas RS                    | Veritas 2.0 L6                         | D    | Erwin Bauer           | 7           |
| OSCA                  | Louis Chiron              | OSCA 20                       | OSCA 2000 2.0 L6                       | P    | Louis Chiron          | 5, 9        |
| OSCA                  | Élie Bayol                | OSCA 20                       | OSCA 2000 2.0 L6                       | P    | Élie Bayol            | 5           |
| OSCA                  | OSCA Automobili           | OSCA 20                       | OSCA 2000 2.0 L6                       | P    | Élie Bayol            | 9           |
| AFM-Bristol           | Hans Stuck                | AFM 6                         | Bristol BS1 2.0 L6                     | D E  | Hans Stuck            | 7, 9        |
| AFM-BMW               | Helmut Niedermayr         | AFM U8                        | BMW 328 2.0 L6                         | D    | Theo Fitzau           | 7           |
| AFM-BMW               | Günther Bechem            | AFM 50-5                      | BMW 328 2.0 L6                         | D    | Günther Bechem        | 7           |
| EMW                   | Eisenacher Motorenwerk    | EMW R2                        | EMW 6 2.0 L6                           | D    | Edgar Barth           | 7           |
| BMW                   | Dora Greifzu              | BMW Greifzu                   | BMW 328 2.0 L6                         | D    | Rudolf Krause         | 7           |
| BMW                   | Ernst Klodwig             | BMW Heck                      | BMW 328 2.0 L6                         | D    | Ernst Klodwig         | 7           |

## Kalendar
| Rd | Datum        | Velika nagrada   | Staza             | Prvo startno mjesto | Pobjednik vozač    | Pobjednik konstruktor    |
| -- | ------------ | ---------------- | ----------------- | ------------------- | ------------------ | ------------------------ |
| 1  | 18. siječnja | Argentina        | Buenos Aires      | Alberto Ascari      | Alberto Ascari     | Ferrari                  |
| 2  | 30. svibnja  | Indianapolis 500 | Indianapolis      | Bill Vukovich       | Bill Vukovich      | Kurtis Kraft-Offenhauser |
| 3  | 7. lipnja    | Nizozemska       | Zandvoort         | Alberto Ascari      | Alberto Ascari     | Ferrari                  |
| 4  | 21. lipnja   | Belgija          | Spa-Francorchamps | Juan Manuel Fangio  | Alberto Ascari     | Ferrari                  |
| 5  | 5. srpnja    | Francuska        | Reims             | Alberto Ascari      | Mike Hawthorn      | Ferrari                  |
| 6  | 18. srpnja   | Velika Britanija | Silverstone       | Alberto Ascari      | Alberto Ascari     | Ferrari                  |
| 7  | 2. kolovoza  | Njemačka         | Nürburgring       | Alberto Ascari      | Nino Farina        | Ferrari                  |
| 8  | 23. kolovoza | Švicarska        | Bremgarten        | Juan Manuel Fangio  | Alberto Ascari     | Ferrari                  |
| 9  | 13. rujna    | Italija          | Monza             | Alberto Ascari      | Juan Manuel Fangio | Maserati                 |

- Velika nagrada Španjolske se trebala voziti 26. listopada na stazi Pedralbes, ali je otkazana.

## Sistem bodovanja
Sistem bodovanja u Formuli 1
| Mjesto       | Bodovi |
| ------------ | ------ |
| 1.           | 8      |
| 2.           | 6      |
| 3.           | 4      |
| 4.           | 3      |
| 5.           | 2      |
| Najbrži krug | 1      |

- Samo 4 najbolja rezultata u 9 utrka su se računala za prvenstvo vozača.

## Rezultati utrka
| Poz. | Br. | Vozač                 | Konstruktor | Vrijeme         | Grid | Bodovi |
| ---- | --- | --------------------- | ----------- | --------------- | ---- | ------ |
| 1.   | 10  | Alberto Ascari        | Ferrari     | 3 h 1 min 4,6 s | 1.   | 9      |
| 2.   | 14  | Luigi Villoresi       | Ferrari     | + 1 krug        | 3.   | 6      |
| 3.   | 4   | José Froilán González | Maserati    | + 1 krug        | 5.   | 4      |
| 4.   | 16  | Mike Hawthorn         | Ferrari     | + 1 krug        | 6.   | 3      |
| 5.   | 8   | Oscar Gálvez          | Maserati    | + 1 krug        | 9.   | 2      |

| Najbrži krug | Alberto Ascari - 1 min 48,4 s |

| Poz. | Br. | Vozač                      | Konstruktor              | Vrijeme           | Grid | Bodovi |
| ---- | --- | -------------------------- | ------------------------ | ----------------- | ---- | ------ |
| 1.   | 14  | Bill Vukovich              | Kurtis Kraft-Offenhauser | 3 h 53 min 1,69 s | 1.   | 9      |
| 2.   | 16  | Art Cross                  | Kurtis Kraft-Offenhauser | + 3 min 30,87 s   | 12.  | 6      |
| 3.   | 3   | Sam Hanks Duane Carter     | Kurtis Kraft-Offenhauser | + 4 min 11,50 s   | 9.   | 2      |
| 4.   | 59  | Fred Agabashian Paul Russo | Kurtis Kraft-Offenhauser | + 4 min 39,23 s   | 2.   | 1,5    |
| 5.   | 5   | Jack McGrath               | Kurtis Kraft-Offenhauser | + 7 min 49,69 s   | 3.   | 2      |

| Najbrži krug | Bill Vukovich - 1 min 6,24 s |

| Poz. | Br. | Vozač                                | Konstruktor | Vrijeme           | Grid | Bodovi |
| ---- | --- | ------------------------------------ | ----------- | ----------------- | ---- | ------ |
| 1.   | 2   | Alberto Ascari                       | Ferrari     | 2 h 53 min 35,8 s | 1.   | 8      |
| 2.   | 6   | Nino Farina                          | Ferrari     | + 10,4 s          | 3.   | 6      |
| 3.   | 16  | Felice Bonetto José Froilán González | Maserati    | + 1 krug          | 13.  | 2      |
| 4.   | 8   | Mike Hawthorn                        | Ferrari     | + 1 krug          | 6.   | 3      |
| 5.   | 18  | Toulo de Graffenried                 | Maserati    | + 2 kruga         | 7.   | 2      |

| Najbrži krug | Luigi Villoresi - 1 min 52,8 s |

| Poz. | Br. | Vozač                | Konstruktor | Vrijeme           | Grid | Bodovi |
| ---- | --- | -------------------- | ----------- | ----------------- | ---- | ------ |
| 1.   | 10  | Alberto Ascari       | Ferrari     | 2 h 48 min 30,3 s | 2.   | 8      |
| 2.   | 8   | Luigi Villoresi      | Ferrari     | + 2 min 48,2 s    | 5.   | 6      |
| 3.   | 28  | Onofre Marimón       | Maserati    | + 1 krug          | 6.   | 4      |
| 4.   | 30  | Toulo de Graffenried | Maserati    | + 1 krug          | 9.   | 3      |
| 5.   | 18  | Maurice Trintignant  | Gordini     | + 1 krug          | 8.   | 2      |

| Najbrži krug | José Froilán González - 4 min 34,0 s |

| Poz. | Br. | Vozač                 | Konstruktor | Vrijeme           | Grid | Bodovi |
| ---- | --- | --------------------- | ----------- | ----------------- | ---- | ------ |
| 1.   | 16  | Mike Hawthorn         | Ferrari     | 2 h 44 min 18,6 s | 7.   | 8      |
| 2.   | 18  | Juan Manuel Fangio    | Maserati    | + 1,0 s           | 4.   | 7      |
| 3.   | 20  | José Froilán González | Maserati    | + 1,4 s           | 5.   | 4      |
| 4.   | 10  | Alberto Ascari        | Ferrari     | + 4,6 s           | 1.   | 3      |
| 5.   | 14  | Nino Farina           | Ferrari     | + 1 min 7,6 s     | 6.   | 2      |

| Najbrži krug | Juan Manuel Fangio - 2 min 41,0 s |

| Poz. | Br. | Vozač                 | Konstruktor | Vrijeme          | Grid | Bodovi |
| ---- | --- | --------------------- | ----------- | ---------------- | ---- | ------ |
| 1.   | 5   | Alberto Ascari        | Ferrari     | 2 h 50 min 0,0 s | 1.   | 8,5    |
| 2.   | 23  | Juan Manuel Fangio    | Maserati    | + 1 min 0,0 s    | 4.   | 6      |
| 3.   | 6   | Nino Farina           | Ferrari     | + 2 kruga        | 5.   | 4      |
| 4.   | 24  | José Froilán González | Maserati    | + 2 kruga        | 2.   | 3,5    |
| 5.   | 8   | Mike Hawthorn         | Ferrari     | + 3 kruga        | 3.   | 2      |

| Najbrži krug | José Froilán González - 1 min 50,0 s Alberto Ascari - 1 min 50,0 s |

| Poz. | Br. | Vozač                | Konstruktor | Vrijeme          | Grid | Bodovi |
| ---- | --- | -------------------- | ----------- | ---------------- | ---- | ------ |
| 1.   | 2   | Nino Farina          | Ferrari     | 3 h 2 min 25,0 s | 3.   | 8      |
| 2.   | 5   | Juan Manuel Fangio   | Maserati    | + 1 min 4,0 s    | 2.   | 6      |
| 3.   | 3   | Mike Hawthorn        | Ferrari     | + 1 min 43,6 s   | 4.   | 4      |
| 4.   | 7   | Felice Bonetto       | Maserati    | + 8 min 48,6 s   | 7.   | 3      |
| 5.   | 17  | Toulo de Graffenried | Maserati    | + 1 krug         | 11.  | 2      |

| Najbrži krug | Alberto Ascari - 9 min 56,0 s |

| Poz. | Br. | Vozač                             | Konstruktor | Vrijeme           | Grid | Bodovi |
| ---- | --- | --------------------------------- | ----------- | ----------------- | ---- | ------ |
| 1.   | 46  | Alberto Ascari                    | Ferrari     | 3 h 1 min 34,40 s | 2.   | 9      |
| 2.   | 24  | Nino Farina                       | Ferrari     | + 1 min 12,93 s   | 3.   | 6      |
| 3.   | 26  | Mike Hawthorn                     | Ferrari     | + 1 min 35,96 s   | 7.   | 4      |
| 4.   | 32  | Juan Manuel Fangio Felice Bonetto | Maserati    | + 1 krug          | 1.   | 1,5    |
| 5.   | 34  | Hermann Lang                      | Maserati    | + 3 kruga         | 11.  | 2      |

| Najbrži krug | Alberto Ascari - 2 min 41,3 s |

 VN Italije
| Poz. | Br. | Vozač               | Konstruktor | Vrijeme           | Grid | Bodovi |
| ---- | --- | ------------------- | ----------- | ----------------- | ---- | ------ |
| 1.   | 50  | Juan Manuel Fangio  | Maserati    | 2 h 49 min 45,9 s | 2.   | 9      |
| 2.   | 6   | Nino Farina         | Ferrari     | + 1,3 s           | 3.   | 6      |
| 3.   | 2   | Luigi Villoresi     | Ferrari     | + 1 krug          | 5.   | 4      |
| 4.   | 8   | Mike Hawthorn       | Ferrari     | + 1 krug          | 6.   | 3      |
| 5.   | 36  | Maurice Trintignant | Gordini     | + 1 krug          | 8.   | 2      |

| Najbrži krug | Juan Manuel Fangio - 2 min 4,5 s |

## Poredak vozača
| Mjesto | Vozač                 | Bodovi |   |     |   |   |   |     |   |     |   |
| ------ | --------------------- | ------ | - | --- | - | - | - | --- | - | --- | - |
| 1.     | Alberto Ascari        | 34,5   | 9 |     | 8 | 8 | 3 | 8,5 | 1 | 9   | – |
| 2.     | Juan Manuel Fangio    | 28     | – |     | – | – | 7 | 6   | 6 | 1,5 | 9 |
| 3.     | Nino Farina           | 26     | – |     | 6 | – | 2 | 4   | 8 | 6   | 6 |
| 4.     | Mike Hawthorn         | 19     | 3 |     | 3 | – | 8 | 2   | 4 | 4   | 3 |
| 5.     | Luigi Villoresi       | 17     | 6 |     | 1 | 6 | – | –   | – | –   | 4 |
| 6.     | José Froilán González | 13,5   | 4 |     | 2 | 1 | 4 | 3,5 | – |     |   |
| 7.     | Bill Vukovich         | 9      |   | 9   |   |   |   |     |   |     |   |
| 8.     | Toulo de Graffenried  | 7      |   |     | 2 | 3 | – | –   | 2 | –   | – |
| 9.     | Felice Bonetto        | 6,5    | – |     | 2 |   | – | –   | 3 | 1,5 | – |
| 10.    | Art Cross             | 6      |   | 6   |   |   |   |     |   |     |   |
| 11.    | Onofre Marimón        | 4      |   |     |   | 4 | – | –   | – | –   | – |
| 12.    | Maurice Trintignant   | 4      | – |     | – | 2 | – | –   | – | –   | 2 |
| 13.    | Sam Hanks             | 2      |   | 2   |   |   |   |     |   |     |   |
| 14.    | Duane Carter          | 2      |   | 2   |   |   |   |     |   |     |   |
| 15.    | Oscar Gálvez          | 2      | 2 |     |   |   |   |     |   |     |   |
| 16.    | Jack McGrath          | 2      |   | 2   |   |   |   |     |   |     |   |
| 17.    | Hermann Lang          | 2      |   |     |   |   |   |     |   | 2   |   |
| 18.    | Fred Agabashian       | 1,5    |   | 1,5 |   |   |   |     |   |     |   |
| 19.    | Paul Russo            | 1,5    |   | 1,5 |   |   |   |     |   |     |   |
| Mjesto | Vozač                 | Bodovi |   |     |   |   |   |     |   |     |   |

- Alberto Ascari je osvojio ukupno 46,5 bodova, ali samo 34,5 boda osvojena u četiri najbolje utrke su se računali za prvenstvo vozača.
- Juan Manuel Fangio je osvojio ukupno 29,5 bodova, ali samo 28 bodova osvojenih u četiri najbolje utrke se računao za prvenstvo vozača.
- Nino Farina je osvojio ukupno 32 boda, ali samo 26 bodova osvojenih u četiri najbolje utrke su se računali za prvenstvo vozača.
- Mike Hawthorn je osvojio ukupno 27 bodova, ali samo 19 bodova osvojenih u četiri najbolje utrke su se računali za prvenstvo vozača.
- José Froilán González je osvojio ukupno 14,5 bodova, ali samo 13,5 bodova osvojenih u četiri najbolje utrke su se računala za prvenstvo vozača.

| Boja | Značenje                                                  |
| ---- | --------------------------------------------------------- |
| 5    | Osvojeni bodovi koji su se računali za prvenstvo vozača   |
| 5    | Osvojeni bodovi koji se nisu računali za prvenstvo vozača |
| –    | Vozač nije osvojio bodove u utrci                         |
|      | Vozač nije nastupao na utrci                              |

## Statistike
| Vozač                 | Postolja  | Postolja  | Postolja  | Prvo startno mjesto | Najbrži krug | Krugovi u vodstvu |
| Vozač                 | 1. mjesto | 2. mjesto | 3. mjesto | Prvo startno mjesto | Najbrži krug | Krugovi u vodstvu |
| --------------------- | --------- | --------- | --------- | ------------------- | ------------ | ----------------- |
| Alberto Ascari        | 5         | -         | -         | 6                   | 4            | 418               |
| Nino Farina           | 1         | 3         | 1         | -                   | -            | 29                |
| Juan Manuel Fangio    | 1         | 3         | -         | 2                   | 2            | 32                |
| Mike Hawthorn         | 1         | -         | 2         | -                   | -            | 17                |
| Bill Vukovich         | 1         | -         | -         | 1                   | 1            | 195               |
| Luigi Villoresi       | -         | 2         | 1         | -                   | 1            | -                 |
| Art Cross             | -         | 1         | -         | -                   | -            | -                 |
| José Froilán González | -         | -         | 3         | -                   | 2            | 40                |
| Sam Hanks             | -         | -         | 1         | -                   | -            | 1                 |
| Felice Bonetto        | -         | -         | 1         | -                   | -            | -                 |
| Onofre Marimón        | -         | -         | 1         | -                   | -            | -                 |
| Duane Carter          | -         | -         | 1         | -                   | -            | -                 |
| Jim Rathmann          | -         | -         | -         | -                   | -            | 1                 |
| Fred Agabashian       | -         | -         | -         | -                   | -            | 1                 |

| Konstruktor              | Postolja  | Postolja  | Postolja  | Prvo startno mjesto | Najbrži krug | Krugovi u vodstvu |
| Konstruktor              | 1. mjesto | 2. mjesto | 3. mjesto | Prvo startno mjesto | Najbrži krug | Krugovi u vodstvu |
| ------------------------ | --------- | --------- | --------- | ------------------- | ------------ | ----------------- |
| Ferrari                  | 7         | 5         | 4         | 6                   | 5            | 464               |
| Maserati                 | 1         | 3         | 4         | 2                   | 4            | 72                |
| Kurtis Kraft-Offenhauser | 1         | 1         | 1         | 1                   | 1            | 200               |

### Vodeći vozač u prvenstvu
U rubrici bodovi, prikazana je bodovna prednost vodećeg vozača ispred drugoplasiranog, dok je žutom bojom označena utrka na kojoj je vozač osvojio naslov prvaka.
| Utrka               | Vozač                        | Bodovi |
| ------------------- | ---------------------------- | ------ |
| VN Argentine        | Alberto Ascari               | 3      |
| Indianapolis 500    | Alberto Ascari Bill Vukovich | 0      |
| VN Nizozemske       | Alberto Ascari               | 8      |
| VN Belgije          | Alberto Ascari               | 12     |
| VN Francuske        | Alberto Ascari               | 14     |
| VN Velike Britanije | Alberto Ascari               | 17,5   |
| VN Njemačke         | Alberto Ascari               | 13,5   |
| VN Švicarske        | Alberto Ascari               | 10,5   |
| VN Italije          | Alberto Ascari               | 6,5    |

| Logotip Zajedničkog poslužitelja | Zajednički poslužitelj ima još gradiva o temi Formula 1 - Sezona 1953. |

| Sezone Formule 1 | Sezone Formule 1 |
| --- | ---------------- |
| |                  |
| 1950. \| 1951. \| 1952. \| 1953. \| 1954. \| 1955. \| 1956. \| 1957. \| 1958. \| 1959. 1960. \| 1961. \| 1962. \| 1963. \| 1964. \| 1965. \| 1966. \| 1967. \| 1968. \| 1969. 1970. \| 1971. \| 1972. \| 1973. \| 1974. \| 1975. \| 1976. \| 1977. \| 1978. \| 1979. 1980. \| 1981. \| 1982. \| 1983. \| 1984. \| 1985. \| 1986. \| 1987. \| 1988. \| 1989. 1990. \| 1991. \| 1992. \| 1993. \| 1994. \| 1995. \| 1996. \| 1997. \| 1998. \| 1999. 2000. \| 2001. \| 2002. \| 2003. \| 2004. \| 2005. \| 2006. \| 2007. \| 2008. \| 2009. 2010. \| 2011. \| 2012. \| 2013. \| 2014. \| 2015. \| 2016. \| 2017. \| 2018. \| 2019. 2020. \| 2021. \| 2022. \| 2023. \| 2024. \| 2025. \| 2026. \| 2027. \| 2028. \| 2029. |                  |

| Sezone Formule 1 | Sezone Formule 1 |
| --- | ---------------- |
| |                  |
| 1950. \| 1951. \| 1952. \| 1953. \| 1954. \| 1955. \| 1956. \| 1957. \| 1958. \| 1959. 1960. \| 1961. \| 1962. \| 1963. \| 1964. \| 1965. \| 1966. \| 1967. \| 1968. \| 1969. 1970. \| 1971. \| 1972. \| 1973. \| 1974. \| 1975. \| 1976. \| 1977. \| 1978. \| 1979. 1980. \| 1981. \| 1982. \| 1983. \| 1984. \| 1985. \| 1986. \| 1987. \| 1988. \| 1989. 1990. \| 1991. \| 1992. \| 1993. \| 1994. \| 1995. \| 1996. \| 1997. \| 1998. \| 1999. 2000. \| 2001. \| 2002. \| 2003. \| 2004. \| 2005. \| 2006. \| 2007. \| 2008. \| 2009. 2010. \| 2011. \| 2012. \| 2013. \| 2014. \| 2015. \| 2016. \| 2017. \| 2018. \| 2019. 2020. \| 2021. \| 2022. \| 2023. \| 2024. \| 2025. \| 2026. \| 2027. \| 2028. \| 2029. |                  |